# Matheus Paraná
Edson Edmar Dias de Souza, mais conhecido como Matheus Paraná ou Mateus Paraná (Rolândia, 21 de maio de 1987), é um futebolista brasileiro que atua como atacante. Atualmente joga pelo Apucarana Sports.

## Carreira
Em 2006, foi comprado do Iraty Sport Club, pelo Fenerbahçe, da Turquia. Devido às várias restrições a jogadores estrangeiros na equipe, foi imediatamente emprestado ao Bursaspor por um ano, marcando seu primeiro gol no campeonato turco contra o Galatasaray em 10 de dezembro de 2006. A seguir foi emprestado ao Ankaraspor, não conseguindo estrear pelo clube. Diante disso Mateus foi repatriado em 2008, passando a atuar pelo Coritiba. Teve rápidas passagens por clubes como Fortaleza, São Caetano e Fluminense e pelo espanhol Real Oviedo, até chegar ao Operário Ferroviário Esporte Clube.
Em 2015, foi campeão da Divisão de Acesso do Campeonato Catarinense 2015 pela equipe do Brusque. Também conquistou a Copa Rio 2017 pela equipe do Boa Vista. 

### Nacional-PR
Matheus atuou pelo Nacional em 2018 disputando a Terceira Divisão do Campeonato Paranaense, onde foi artilheiro da equipe com 7 gols em 10 jogos e se consagrou campeão pelo time.

## Títulos
Nacional-PR
- Campeonato Paranaense - Série C: 2018

Brusque
- Campeonato Catarinense - Série B: 2015

Boa Vista
- Copa Rio: 2017

Coritiba
- Campeonato Paranaense: 2008

Bursaspor Kulübü Derneği
- TFF Primeira Liga: 2006

Fenerbahçe Spor Kulübü
- Campeonato Turco: 2005–06

- Turco Taça: 2005-06

Londrina
- Campeonato Paranaense: 2014

Iraty Sport Club
- Campeonato do Interior Paranaense: 2005 e 2010

Guarany Sporting Club
- Campeonato do Interior Cearense: 2019

## Artilharias
- Campeonato Paranaense - Série C: 2018 - 7 gols